# Директивы ассемблера
Директи́вы ассе́мблера — параметры (ключевые слова) в тексте программы на языке ассемблера, влияющие на процесс ассемблирования или свойства выходного файла.
Синтаксис задания зависит от ассемблера.

## Пример:TASM
```
.486 ;директива, говорящая ассемблеру использовать 
     ;команды вплоть до 
Intel 80486
 процессора
```

## Пример:FASM
```
format PE GUI 4.0 ;использовать формат PE, графическая подсистема
include 'standart.inc' ;подключение файла
```